# Brandon Mull

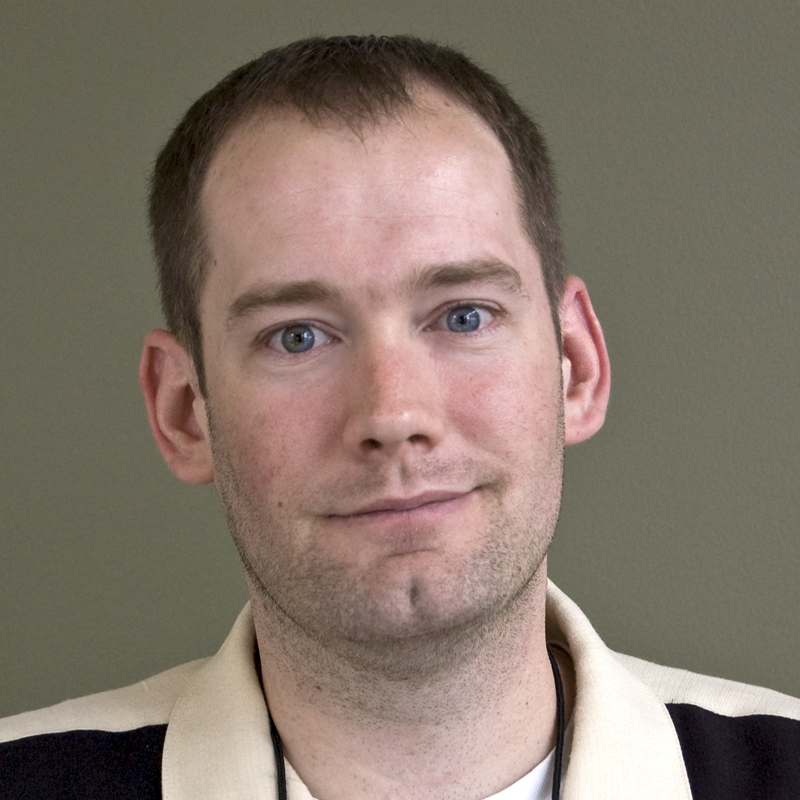
Brandon Mull (2008)

Brandon Mull (* 8. November 1974 in Utah) ist ein US-amerikanischer Autor, der durch seine Fantasyroman-Reihe Fabelheim bekannt wurde.

## Leben
Als Kind war Brandon Mull für seine ausgeprägte Fantasie bekannt. Er besuchte die Mt. Diablo Elementary School in Clayton, Kalifornien. Anschließend besuchte Mull die Pine Hollow Middle School in Concord, Kalifornien und die Clayton Valley School. Er ist Absolvent der Brigham Young University (BYU) in Utah. Während seines Studiums an der BYU leitete Mull die Sketch-Comedy-Gruppe Divine Comedy. Mull war zwei Jahre lang für die Kirche Jesu Christi der Heiligen der Letzten Tage in Chile im Einsatz.
Mull arbeitete als Komiker, Archivar, Terrasseninstallateur, Filmpromoter, Werbetexter und kurzzeitig als Hühnerstapler.
Sein erster Versuch, einen Roman zu veröffentlichen, schlug fehl und wurde nie veröffentlicht. Der Misserfolg führte ihn zu einem Job als Vermarkter für den Film Saints and Soldiers – Die wahren Helden der Ardennenschlacht. Erst nachdem die Filmgesellschaft, für die er arbeitete, von einem Verlag übernommen wurde, veröffentlichte Mull erfolgreich seinen ersten Roman, Fabelheim.
Inspiriert wurde er von J. R. R. Tolkien, C. S. Lewis und J. K. Rowling.
Mull lebt mit seiner Frau und seinen vier Kindern in Alpine, Utah. Er ist Mitglied der Kirche Jesu Christi der Heiligen der Letzten Tage.

## Werke

### Fabelheim
In der Fantasyroman-Reihe Fabelheim (englisch Fablehaven) geht es um die Geschwister Seth und Kendra Sorenson, die ihre Ferien auf der Farm ihrer Großeltern verbringen und herausfinden, dass diese Hüter eines magischen Reservates für Fabelwesen sind.
Die Romane sind im Deutschen im Penhaligon-Verlag erschienen (heute Blanvalet-Verlag).
- Fabelheim (Band 1), Penhaligon-Verlag, 19. Januar 2009
- Fabelheim – Die Gesellschaft des Abendsterns (Band 2), Penhaligon-Verlag, 21. Juli 2010
- Fabelheim – Die Schattenplage (Band 3), Penhaligon-Verlag, 1. Oktober 2011
- Fabelheim – Die Zuflucht der Drachen (Band 4), Penhaligon-Verlag, 24. August 2012
- Fabelheim – Im Kerker der Dämonen (Band 5), Penhaligon-Verlag, 26. Mai 2014

Englische Originalausgaben:
- Fablehaven, Shadow Mountain, 14. Juni 2006, ISBN 978-1-59038-581-4
- Fablehaven: Rise of the Evening Star, Shadow Mountain, 1. Mai 2007, ISBN 978-1-59038-742-9
- Fablehaven: Grip of the Shadow Plague, Shadow Mountain, 12. April 2008, ISBN 978-1-59038-898-3
- Fablehaven: Secrets of the Dragon Sanctuary, Shadow Mountain, 24. März 2009, ISBN 978-1-60641-042-4
- Fablehaven: Keys to the Demon Prison, Shadow Mountain, 23. März 2010, ISBN 978-1-60641-238-1
- The Caretaker's Guide to Fablehaven, Shadow Mountain, 13. Oktober 2015, ISBN 978-1-62972-091-3
- Fablehaven Book of Imagination, Shadow Mountain, 2016

### Dragonwatch
Dragonwatch ist eine Fortsetzungsreihe zu Fabelheim, die sich über fünf Bücher erstreckt. Die Bücher wurden im Englischen im März 2017, Oktober 2018, Oktober 2019, Oktober 2020 und Oktober 2021 veröffentlicht. Zwischen dem vierten und fünften Buch wurde eine Vorgeschichte mit dem Titel Legend of the Dragon Slayer veröffentlicht.
In der Reihe versuchen die Drachen den Heiligtümern zu entkommen und nur der Orden der Dragonwatch kann sie unter Kontrolle halten. Dieser bittet Großvater Sorensen und damit auch Kendra und Seth um Hilfe.
- Dragonwatch: A Fablehaven Adventure, Shadow Mountain, 14. März 2017, ISBN 978-1-62972-256-6
- Dragonwatch: Wrath of the Dragon King, Shadow Mountain, 23. Oktober 2018, ISBN 978-1-62972-486-7
- Dragonwatch: Master of the Phantom Isle, Shadow Mountain, 1. Oktober 2019, ISBN 978-1-62972-604-5
- Dragonwatch: Champion of the Titan Games, Shadow Mountain, 13. Oktober 2020, ISBN 978-1-62972-788-2
- Dragonwatch: Return of the Dragon Slayers, Shadow Mountain, 26. Oktober 2021, ISBN 978-1-62972-930-5
- Legend of the Dragon Slayer: The Origin Story of Dragonwatch, Shadow Mountain, 4. Mai 2021, ISBN 978-1-62972-849-0

### Beyonders
Die Serie Beyonders handelt von dem Jungen Jason, der die letzte Chance zur Rettung von Lyrian, einem dem Untergang geweihten Reich, das von dem Zauberer Maldor regiert wird, ist.
- Beyonders: A World Without Heroes, Aladdin, 15. März 2011, ISBN 978-1-4169-9792-4
- Beyonders: Seeds of Rebellion, Aladdin, 13. März 2012, ISBN 978-1-4169-9794-8
- Beyonders: Chasing the Prophecy, Aladdin, 12. März 2013, ISBN 978-1-4169-9796-2

### Five Kingdoms
Five Kingdoms ist eine Serie über einen 12-jährigen Jungen namens Cole, der von Sklavenhändlern versklavt werden soll, sich aber im letzten Moment versteckt, während seine Freunde in eine andere Welt namens Outskirts gebracht werden. Cole beschließt, sie zu retten. In den Outskirts gibt es fünf Königreiche, die ungefähr den fünf Büchern entsprechen.
- Five Kingdoms: Sky Raiders, Aladdin, 11. März 2014, ISBN 978-1-4424-9700-9
- Five Kingdoms: Rogue Knight, Aladdin, 18. November 2014, ISBN 978-1-4424-9703-0
- Five Kingdoms: Crystal Keepers, Aladdin, 17. März 2015, ISBN 978-1-4424-9706-1
- Five Kingdoms: Death Weavers, Aladdin, 15. März 2016, ISBN 978-1-4424-9709-2
- Five Kingdoms: Time Jumpers, Aladdin, 13. März 2018, ISBN 978-1-4424-9712-2

### Spirit Animals
Brandon Mull hat die Reihe Spirit Animals ins Leben gerufen. Jedes Buch wird von einem anderen Autor geschrieben, spielt aber in der gleichen Fantasiewelt. Insgesamt umfasst die Reihe bisher elf Bände. Mull schrieb den ersten Band, Wild Born.
Die Bücher spielen in Erdas, einer Welt, in der junge Menschen alle zwölf Monate von einem Nektar probieren, was dazu führen kann, dass, wenn sie zu den Auserkorenen gehören, ein persönliches Seelentier aufersteht. Im ersten Band, Wild Born, erwecken die Jugendlichen Conor, Abeke, Meilin und Rollan ihre Seelentiere, einen Wolf, einen Leoparden, einen Panda und einen Falken.

### Candy Shop War
- The Candy Shop War, Shadow Mountain, 11. September 2007, ISBN 978-1-59038-783-2
- Arcade Catastrophe, Shadow Mountain, 23. Oktober 2012, ISBN 978-1-60907-179-0

### Pingo
- Pingo, Shadow Mountain, August 5, 2009, ISBN 978-1-60641-109-4
- Pingo and the Playground Bully, Vorläuferroman von Pingo, Shadow Mountain, 9. Oktober 2012, ISBN 978-1-60907-178-3